# 無から出た錆
『無から出た錆』（むからでたさび）は、熊木杏里の2枚目のアルバム。2005年2月23日にキングレコードからリリース。

## 解説
バップからキングレコードに移籍して初のアルバム。

## 収録曲
作詞・作曲：熊木杏里（特記以外）／編曲：吉俣良
1. 長い話
2. 夏蝉
3. あなたに逢いたい
  - 4枚目のシングルのカップリングとしてシングルカット。
4. 景色
5. おうちを忘れたカナリア
6. 新春白書
7. 雨
8. 説教と楓
9. ムーンスター
10. イマジンが聞こえた
11. 夢のある喫茶店
12. 祖母と二人で
13. 風のひこうき
14. 私をたどる物語
  - 作詞：武田鉄矢
  - TBS系ドラマ『3年B組金八先生』挿入歌
  - ボーナス・トラック。ショート・バージョンで収録。
  - フル・バージョンは4枚目のシングルとしてリリース。